# Температура на Кюри
| Материал | Tc (K) |
| -------- | ------ |
| MnOFe2O3 | 573    |
| Y3Fe5O12 | 560    |
| Cu2MnIn  | 500    |
| CrO2     | 386    |
| MnAs     | 318    |
| Gd       | 292    |
| Au2MnAl  | 200    |
| Dy       | 88     |
| EuO      | 69     |
| CrBr3    | 37     |
| EuS      | 16,5   |
| GdCl3    | 2,2    |

| Материал | Tc (K) |
| -------- | ------ |
| Co       | 1388   |
| Fe       | 1043   |
| Fe2B     | 1015   |
| FeOFe2O3 | 858    |
| NiOFe2O3 | 858    |
| CuOFe2O3 | 728    |
| MgOFe2O3 | 713    |
| MnBi     | 630    |
| Cu2MnAl  | 630    |
| Ni       | 627    |
| MnSb     | 587    |
| MnB      | 578    |

Температура на Кюри, или още Точка на Кюри е стойността на температурата, над която феромагнитните вещества стават парамагнитни, или с други думи когато магнитните материали губят магнитните си свойства.
За желязото точката на Кюри е 769 градуса по Целзий, а за никела – 354.
Наречена е в чест на Пиер Кюри (1859 – 1906).
Точката на Кюри е температурата на фазов преход от втори ред, свързана с рязка промяна в свойствата на симетрията на веществото (например магнитни - във феромагнетици, електрически - във фероелектрици, кристално-химични - в подредени сплави).
При температура {\displaystyle T} под точката на Кюри {\displaystyle Q} феромагнетиците имат самопроизволно (спонтанно) намагнитване и определена магнитна кристална симетрия. В точката на Кюри ({\displaystyle T=Q}) интензитетът на топлинното движение на атомите на феромагнетика е достатъчен, за да унищожи спонтанното му намагнитване („магнитен ред“) и да промени симетрията, в резултат на което феромагнетикът става парамагнетик. По същия начин за антиферомагнетиците при {\displaystyle T=Q} (в т. нар. антиферомагнитна точка на Кюри или точка на Неел) тяхната характерна магнитна структура (магнитни подрешетки) се разрушава, а антиферомагнетиците стават парамагнетици.
При фероелектриците и антифероелектриците при {\displaystyle T=Q} топлинното движение на атомите намалява до нула спонтанната подредена ориентация на електрическите диполи на единичните клетки на кристалната решетка. В подредени сплави в точката на Кюри (в случай на сплави, тя се нарича още точка на Курнаков), степента на ред на дълги разстояния в подреждането на атоми (йони) на сплавните компоненти става нула.
По този начин, във всички случаи на фазови преходи от втори ред (като точка на Кюри) при {\displaystyle T=Q}, този или онзи вид атомен „ред“ (подредена ориентация на магнитни или електрически моменти, дълъг обхват ред в разпределението на атомите върху местата на кристалната решетка в сплави и др.). Специфични промени в много физични свойства (например топлинен капацитет, магнитна чувствителност и др.) настъпват близо до точката на Кюри в веществото, достигайки максимум при {\displaystyle T=Q}, който обикновено се използва за точно определяне на температурата на фазовия преход.
Числените стойности на температурата на Кюри за различни вещества и материали са дадени в специални справочници.